# Hurikán Debby (2000)
Hurikán Debby  byl 2. hurikánem atlantické hurikánové sezóny 2000, který se zformoval 19. srpna 2000 severně od Jižní Ameriky a rozptýlil 24. srpna 2000 mezi ostrovy Kuba a Jamajka. Nejvyšší rychlost větru byla 140 km/h. Dosud se pohřešuje 1 člověk. Napáchal velké škody. Odhadují se na 735 000 amerických dolarů.

## Postup
Hurikán Debby se zformoval severně od pobřeží Jižní Ameriky. Postupoval jako tropická deprese severozápadním směrem. Netrvalo dlouho a bouře zesílila na tropickou bouři a postupovala dál k ostrovům Karibiku. Poté se z tropické bouře stal hurikán 1. stupně a s rychlostí větru přesahující 100 km/h se přihnal k ostrovům Malých Antil. Hurikán nezeslábl a přehnal se kolem ostrova Portoriko a kolem států Haiti a Dominikánská republika. Právě u ostrova Hispaniola hurikán zeslábl a stala se z něj tropická bouře. Bouře dál slábla a tropická deprese se z něj stala mezi ostrovy Kuba a Jamajka. Zde se též rozptýlila.